# Greetings from Asbury Park, N.J.
Greetings from Asbury Park, N.J. è il primo album del cantautore statunitense Bruce Springsteen, pubblicato dalla Columbia Records nel 1973.
Pur avendo venduto solo 25 000 copie nel primo anno dalla sua pubblicazione, il disco è stato poi significativamente rivalutato dalla critica e dal pubblico con il crescere della popolarità di Springsteen. Molte canzoni del disco sono divenute dei punti fissi della scaletta dei suoi concerti.
La rivista Rolling Stone l'ha inserito al 379º posto della sua lista dei 500 migliori album nel 2003 e al 37º posto tra i migliori album di debutto nel 2013.

## Storia
Nei primi giorni del maggio 1972, grazie all'insistenza del suo manager Mike Appel, Bruce Springsteen tenne la prima informale audizione nell'ufficio del talent scout della Columbia John Hammond, famoso tra l'altro per aver scoperto qualche anno prima Bob Dylan. Col sostegno dell'allora presidente della casa discografica Clive Davis, il cantautore fu messo sotto contratto da quella che era la più importante etichetta statunitense. In realtà il contratto, firmato formalmente il 9 giugno, fu stipulato dalla Laurel Canyon di Appel e del suo socio Jim Cretecos ai quali Springsteen aveva di fatto ceduto il controllo completo delle proprie canzoni e della propria carriera musicale.
Nelle intenzioni di Hammond e di Appel, Springsteen avrebbe dovuto realizzare un disco sostanzialmente acustico o al massimo con il contributo di alcuni rodati session men. L'immagine che Springsteen aveva dato di sé durante le audizioni e nelle prime esibizioni a beneficio dei manager della Columbia era quella del one-man show, accompagnato solo dalla sua chitarra, con un repertorio impegnato e sostanzialmente folk. In realtà nessuno di loro conosceva i suoi trascorsi e i lunghi anni impegnati a suonare con gli Steel Mill e in altri gruppi rock nell'area del Jersey Shore e lo stesso cantautore, finite ormai quelle esperienze, da tempo si esibiva da solo nei locali di New York e così si era presentato a Appel all'inizio. Springsteen invece pretese di essere accompagnato dei suoi vecchi amici della Bruce Springsteen Band creando non poche perplessità tra coloro che lo vedevano come il classico cantautore solitario. Avevano fatto la gavetta insieme e Springsteen si sentì in dovere di coinvolgere coloro con cui aveva tentato per anni di sfondare alla ricerca del successo. Alla fine, grazie anche all'appoggio del presidente Davis, alle registrazioni parteciparono i reduci della vecchia band, il tastierista David Sancious, il bassista Garry Tallent e il batterista Vini Lopez. Steven Van Zandt, miglior amico di Springsteen, si presentò in studio il primo giorno ma fu subito escluso, sacrificio necessario per salvare il compromesso trovato tra il leader e il suo management. Secondo Appel non c'era la necessità di una seconda chitarra elettrica e Springsteen era comunque un ottimo chitarrista. L'unico contributo al disco, non accreditato, fu il rumore di tuono provocato da un arrabbiato Van Zandt mentre colpiva il suo amplificatore e che poi fu sovrainciso all'inizio della canzone Lost in the Flood. In ogni caso Van Zandt era impegnato in quel periodo nella band di accompagnamento del gruppo vocale doo-wop The Dovells.
Le registrazioni si svolsero presso i 914 Sound Studios, a Blauvelt, nello stato di New York, con Mike Appel e Jim Cretecos alla produzione e un budget di 40 000 dollari messo a disposizione dalla casa discografia. Si trattava di una sala d'incisione un po' fuori mano, ma economica, scelta da Appel per risparmiare. Nello stesso studio il manager aveva fatto registrare a Springsteen, da solo, alcuni demo delle sue canzoni per questioni di copyright e con lo scopo di proporle ad altri artisti. Le session durarono poche settimane e iniziarono alla fine di giugno, inizialmente con il solo Springsteen che incise da solo alcuni pezzi prevalentemente acustici e poi furono fatti intervenire i musicisti. Furono registrati una decina di pezzi destinati al disco con qualche brano poi scartato. Pochi giorni dopo il risultato fu fatto ascoltare a Clive Davis che, pur giudicandolo soddisfacente, si accorse della mancanza di un brano da utilizzare come singolo radiofonico e con potenzialità di successo. Springsteen fu così costretto a mettersi al lavoro e, in una notte passata in spiaggia, compose due nuove canzoni: Blinded by the Light e Spirit in the Night furono registrate a settembre con Springsteen che suonò tutti gli strumenti ad eccezione della batteria per la quale fu richiamato in fretta Vini Lopez. Per l'occasione però il cantautore coinvolse anche Clarence Clemons, un sassofonista che aveva conosciuto qualche mese prima e con il quale aveva stretto un ottimo rapporto. La versione preliminare del disco fatta ascoltare a Davis era una sorta di compromesso tra chi voleva un disco folk (Appel e Hammond) e chi invece avrebbe preferito un disco che evidenziasse la vena rock di Springsteen (Davis e Cretecos): cinque canzoni erano sostanzialmente acustiche, suonate dal solo cantautore, e altre cinque erano elettriche, suonate con la band. Con l'inclusione dei due nuovi pezzi, più ritmati, furono sacrificate alcune delle canzoni acustiche, Jazz Musician e Arabian Night. Più tardi, quando ormai il disco era stato già masterizzato e pronto per le stampe, Springsteen pretese anche l'eliminazione di Visitation at Fort Horn, altro pezzo lento e considerato troppo lungo.
L'album fu pubblicato nel gennaio del 1973 e da esso furono tratti due singoli, Blinded by the Light e Spirit in the Night, proprio le canzoni che Springsteen aveva composto su richiesta di Davis. Nessuno dei dischi entrò in classifica decretando il sostanziale fallimento dell'operazione commerciale, nonostante la campagna promozionale della Columbia che definiva Springsteen il "nuovo Bob Dylan" e l'appoggio incondizionato del presidente della casa discografica. Springsteen e Appel organizzarono nell'autunno del 1972 una serie di concerti con il primo embrione di quella che poi sarebbe stata poi conosciuta come E Street Band. Ne facevano parte i musicisti che avevano partecipato alle registrazioni di Greetings con l'aggiunta di Clemons, ma con l'organista Danny Federici, reduce degli Steel Mill, al posto di David Sancious.

## Copertina

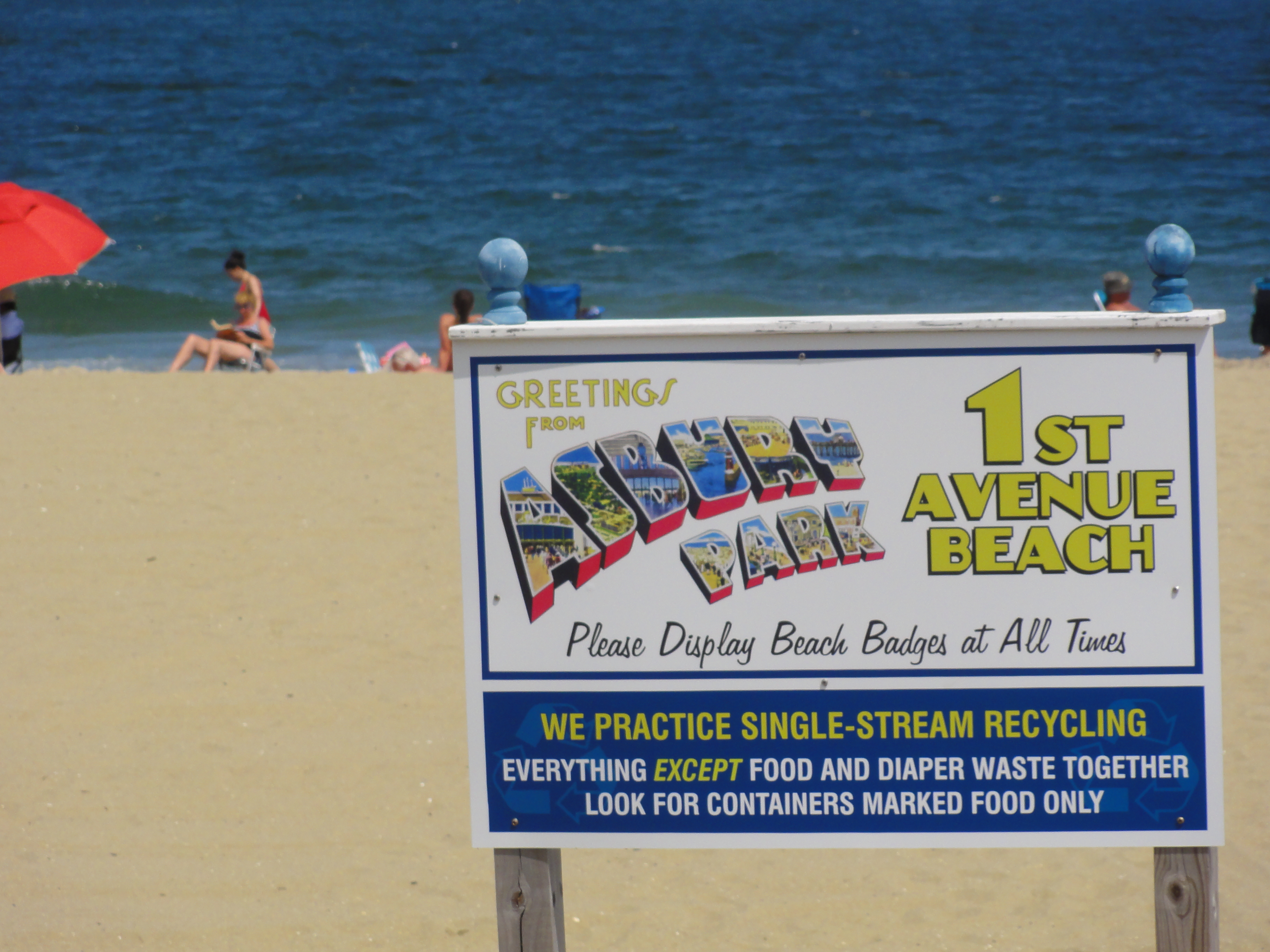
Una insegna sulla spiaggia di Asbury Park che richiama la copertina del primo album di Bruce Springsteen

Nelle abitudini della Columbia un disco di esordio doveva obbligatoriamente avere in copertina la foto dell'artista, per dare il modo al pubblico di associare una faccia alla musica. Springsteen invece propose l'immagine di una vecchia cartolina riportante la scritta "Greetings from Asbury Park, N.J." scelta per omaggiare il luogo dove era iniziata la sua carriera musicale. Appel e il cantautore si incontrarono con John Berg, l'art designer della Columbia. Il manager era sicuro che la scelta di Springsteen sarebbe stata bocciata. Inaspettatamente, Berg, appassionato e collezionista di cartoline, approvò l'idea e la foto con il volto di Springsteen fu relegata sul retro. Così la copertina con la cartolina di Asbury Park divenne una delle più note della discografia di Springsteen e contribuì, negli anni, al rilancio dell'immagine della cittadina balneare del New Jersey e a legare indissolubilmente il suo nome con quello del cantautore.

## Accoglienza
Malgrado parte della critica avesse accolto molto bene l'opera, i riscontri di vendita furono nettamente inferiori alle aspettative, con circa 25 000 copie vendute nei primi mesi. Lo scarso successo del disco dipese, oltreché dalla produzione non sufficientemente professionale, dall'equivoco iniziale secondo cui Springsteen doveva apparire come una sorta di folksinger, senza tener conto dei suoi trascorsi e delle sue inclinazioni verso il rock and roll. La critica, peraltro abituata e ormai stufa di sentirsi proporre artisti emergenti definiti come il "nuovo Dylan", faticò a inquadrare l'album che era stato prodotto senza risolvere l'ambiguità di fondo: un album troppo rude e movimentato se paragonato alla musica soft rock dei cantautori alla James Taylor e che nello stesso tempo non riusciva a esprimere completamente la vena rock di Springsteen e della sua band.
Nella sua recensione su Rolling Stone, il critico Lester Bangs avvicinò la musica del disco a quella della Band di Robbie Robertson e a Van Morrison che era stato peraltro effettivamente una delle fonti ispirative di Springsteen ai tempi della formazione della sua band nel 1971. Le canzoni furono definite "verbose" dal giornalista che rimase colpito dalla considerevole quantità di parole che costituivano i testi, ma comunque definì l'esordiente cantautore «un nuovo audace talento» con parecchie cose da dire e consigliò i suoi lettori di tenerlo d'occhio in futuro.
Negli anni successivi le vendite del disco continuarono lentamente, ma inesorabilmente, a crescere insieme alla reputazione di Springsteen finché, nel pieno della campagna promozionale organizzata dalla Columbia Records per Born to Run, il 26 luglio del 1975 Greetings entrò nella classifica degli album più venduti di Billboard raggiungendo qualche mese dopo la posizione n° 60.

## Tracce
Testi e musiche di Bruce Springsteen; edizioni musicali Laurel Canyon Music Ltd.
Lato A
1. Blinded by the Light – 5:04
2. Growin' Up – 3:05
3. Mary Queen of Arkansas – 5:21
4. Does This Bus Stop at 82nd Street? – 2:05
5. Lost in the Flood – 5:17

Lato B
1. The Angel – 3:24
2. For You – 4:40
3. Spirit in the Night – 4:59
4. It's Hard to Be a Saint in the City – 3:13

## Formazione
- Bruce Springsteen – voce, chitarra acustica, chitarra elettrica, conga, armonica a bocca, pianoforte in Spirit in the Night, basso in Spirit in the Night e Blinded by the Light
- Clarence Clemons – sassofono, cori
- David Sancious – pianoforte, organo
- Garry Tallent – basso
- Vini Lopez – batteria, cori
- Richard Davis – contrabbasso in The Angel
- Harold Wheeler – pianoforte in Spirit in the Night e Blinded by the Light
- Steven Van Zandt (non accreditato) – effetti sonori in Lost in the Flood[11]

### Produzione
- Mike Appel, Jim Cretecos – produzione
- Louis Lahav – tecnico del suono
- Jack Ashkinazy – remissaggio per le edizioni su CD
- John Berg – copertina
- Fred Lombardi – retrocopertina

## Edizioni
- 1973 – LP, Columbia Records KC 31903
- 1984 – CD, Columbia Records CK 31903
- 2014 – The Album Collection Vol. 1, 1973-1984, CD (x8), Legacy Recordings Columbia Records 88875014142, cofanetto con l'edizione rimasterizzata digitalmente
- 2015 – The Album Collection Vol. 1, 1973-1984, LP (x8), Legacy Recordings Columbia Records 888750141514, cofanetto con l'edizione rimasterizzata digitalmente

## Classifiche
| Anno | Classifica    | Posizione massima |
| ---- | ------------- | ----------------- |
| 1975 | Billboard 200 | 60                |

## Canzoni scartate
Come avvenuto per tutti i suoi dischi, Springsteen provò e registrò diverse canzoni che poi non furono incluse nella scaletta finale. Alcune di queste registrazioni furono poi diffuse attraverso dischi pirata e bootleg e non sono mai apparse in pubblicazioni ufficiali.
- Arabian Nights
- Visitation At Fort Horn
- Jazz Musician
- Lady and the Doctor
- Cowboys of the Sea
- Two Hearts in True Waltz Time
- Street Queen
- The Chosen

Nel 1998 alcuni dei provini registrati il 3 maggio 1972 per i discografici della Columbia Records furono resi disponibili nella raccolta di inediti Tracks. Si tratta di Mary Queen of Arkansas, Growin' Up, Does This Bus Stop at 82nd Street? e It's Hard to Be a Saint in the City, canzoni poi registrate in studio e apparse nell'album.